# Бугарски рок архив
Бугарски рок архив (или Български рок архиви) је прва онлајн енциклопедија посвећена рок музици у Бугарској. Покренут је онлајн 2. августа 2013. године и укључује више од 350 бендова и извођача из средине 1960-их. Текстови су подељени по абецедном редоследу, години креирања, стила, локације. Групни профили укључују кратку биографију, дискографију, композицију, линкове на видео записе и линкове на службене сајтове и профиле.
Почевши од 4. јуна 2015. године, сајт користи нову верзију, узимајући пример из енциклопедије Encyclopaedia Metallum, са бољим карактеристикама и дизајном. У то време укључује око 900 бендова и извођача.